# Edith Young
Edith Young (Dalkey, 1882 - Galway, 1974), fue una organizadora y activista suffragette irlandesa.

## Biografía
Edith Mary O'Connor nació el 10 de septiembre de 1882, su padre fue John O'Connor, secretario de los Cuatro Tribunales, y Lizzey Morrissy en Dalkey, Condado de Dublín. En 1902 se casó con Joseph Samuel Young, ella católica y él protestante, se casaron en la iglesia parroquial de la Iglesia de Irlanda, St George de Dublín. Desde entonces, Young vivió en Galway.

## Activismo por el sufragio
Young participó en varios grupos en Galway, y en 1911 fue miembro públicamente de la Irish Women's Franchise League mientras su esposo era  concejal del distrito urbano.Young trabajaba para obtener resoluciones de apoyo para el proyecto de ley de conciliación parlamentaria de 1911. El marido de Young habló en el consejo contra el sistema que permitía a las mujeres pagar tasas pero les negaba el voto en las elecciones nacionales, mientras que cualquier hombre, pagador de tasas o no, tenía derecho a uno. La solución local fue respaldar el voto de las mujeres si cumplían los requisitos mediante el valor de la propiedad de un mínimo de 10 libras y siempre que no estuvieran casadas. Las sufragistas de Galway eran consideradas conservadoras y de clase media, lo que hablaba de sus soluciones preferidas a pesar de ser movilizadas por este grupo típicamente más militante. El apoyo desapareció un poco cuando el proyecto de ley de conciliación fracasó y estas sufragistas más militantes comenzaron a utilizar métodos ilegales de activismo. Young estableció una sociedad sufragista no militante en Galway que representaba el ala más moderada. Fue elegida presidenta de la Connaught Women's Franchise League, parte de la Irish Women's Suffrage Federation. La organización se centró en la educación y la propaganda a través de periódicos y reuniones mensuales. Young las celebraba en su casa. Convencieron a los periódicos de la oposición para que les dieran un espacio regular para la cobertura de los temas, incluyendo los documentos de los miembros leídos en las reuniones de la sociedad. Young compartió a menudo la tribuna con destacadas sufragistas inglesas como  Christabel Pankhurst.
En 1914, el grupo protestó contra los proyectos de ley de educación que incluían la desigualdad salarial de las maestras y no preveían inspectoras para las escuelas de niñas. Young creía en una esfera feminista más amplia que la de trabajar por el voto y trabajó en el comité de la Asociación Nacional de Salud de la Mujer con Lady Aberdeen. Young actuaba en el escenario y era conocida por su participación en las artes, normalmente a través de la recaudación de fondos y las obras de caridad.  
Durante la Primera Guerra Mundial, el voto de las mujeres pasó a segundo plano para apoyar el esfuerzo bélico yYoung participó activamente en la Asociación del Fondo de Guerra de Galway.
Siguió  siendo una destacada trabajadora de la beneficencia y activismo social. Permaneció en Galway hasta algunos años después de la muerte de su marido en 1958. En ese momento, Young regresó a vivir a Dublín, donde murió de insuficiencia cardíaca en 1974.

## Premios y reconocimientos
- En 1920, Young se convirtió en la primera mujer elegida como Guardiana de la Ley de Pobres en la ciudad.[5][4]